# James A. Abrahamson
James Alan Abrahamson (Williston, Dakota del Norte; 19 de mayo de 1933) es un general retirado de la Fuerza Aérea de los Estados Unidos que fue astronauta designado, director asociado de la NASA y exdirector de la Iniciativa de Defensa Estratégica del presidente Ronald Reagan desde 1984 hasta 1989. Es un hombre de negocios que fue presidente del consejo de GeoEye, una empresa que ayudó a transformar en la mayor corporación de imágenes espaciales del mundo y que se fusionó con DigitalGlobe Inc en enero de 2013. Anteriormente, fue presidente del consejo de administración de Oracle Corporation desde 1992 hasta 1995.

## Primeros años y educación
Abrahamson nació en Williston (Dakota del Norte) el 19 de mayo de 1933. Se licenció en Ingeniería Aeronáutica por el Instituto Tecnológico de Massachusetts en 1955 y obtuvo un máster en la misma especialidad por la Universidad de Oklahoma en 1961. Completó la Escuela de Oficiales de Escuadrón en 1958, la Escuela de Mando y Estado Mayor del Aire en 1966 y la Escuela Industrial de las Fuerzas Armadas en 1973.

## Carrera militar

### Piloto de las Fuerzas Aéreas en el Sudeste Asiático
En noviembre de 1955 fue nombrado teniente segundo por el programa del Cuerpo de Entrenamiento de Oficiales de Reserva de las Fuerzas Aéreas y completó la formación de piloto en la Base de la Fuerza Aérea Laughlin, Texas, en mayo de 1957. Sus primeros destinos operativos incluyeron puestos de Escuela de vuelo, pruebas de vuelo y mantenimiento de aeronaves en el Mando de Instrucción Aérea.
En agosto de 1961, Abrahamson fue asignado como oficial de proyectos de naves espaciales en el Programa de Satélites de Detección Nuclear VELA en la Estación de las Fuerzas Aéreas de Los Ángeles, California. De octubre de 1964 a agosto de 1965, mientras estaba destinado en el 428.º Escuadrón de Cazas Tácticos, Base de la Fuerza Aérea Cannon, Nuevo México, realizó dos misiones temporales en el Sudeste Asiático, donde voló en 49 misiones de guerra aérea.

### Selección de astronautas
Se graduó en la Escuela de Mando y Estado Mayor del Aire como graduado distinguido en julio de 1966. A continuación, asistió a la Escuela de Pilotos de Pruebas de la Base de Edwards de la Fuerza Aérea (California) y, tras su graduación, prestó servicio como astronauta en el Manned Orbital Laboratory de las Fuerzas Aéreas desde agosto de 1967 hasta la cancelación del programa en junio de 1969. Abrahamson nunca voló al espacio, por lo que no lleva alas de astronauta.
Abrahamson pasó a formar parte del personal del Consejo Nacional de Aeronáutica y del Espacio en la Oficina Ejecutiva del Presidente de los Estados Unidos. En marzo de 1971 fue nombrado director del programa de misiles aire-tierra Maverick guiados por TV en la División de Sistemas Aeronáuticos del Cuartel General de la Base de la Fuerza Aérea Wright-Patterson (Ohio). En junio de 1973, asumió allí el mando de la 4950.ª Ala de Pruebas.
En marzo de 1974, Abrahamson fue destinado como inspector general del Mando de Sistemas de las Fuerzas Aéreas, Base Andrews de las Fuerzas Aéreas, Maryland. De mayo de 1976 a julio de 1980 fue director del Lockheed Martin F-16 Fighting Falcon, División de Sistemas Aeronáuticos, Base Wright-Patterson de las Fuerzas Aéreas. A continuación, fue nombrado jefe adjunto de personal de sistemas en el cuartel general del Mando de Sistemas de las Fuerzas Aéreas.
En noviembre de 1981, fue nombrado administrador asociado del Sistema de Transporte Espacial en la sede de la Administración Nacional de Aeronáutica y del Espacio (NASA) en Washington D. C., donde fue responsable del Programa del Transbordador Espacial. Durante su mandato, el transbordador realizó 10 lanzamientos de desarrollo y primeros lanzamientos operativos, y demostró sus capacidades operativas al realizar la primera misión de recuperación y reparación de satélites.

### Iniciativa de Defensa Estratégica
Abrahamson fue nombrado por el presidente Ronald Reagan primer director de la Iniciativa de Defensa Estratégica ("IDE") en abril de 1984. El programa "Guerra de las Galaxias", como lo apodaron los detractores de la SDI, se inició para desarrollar un sofisticado sistema de misiles antibalísticos que impidiera los ataques con misiles de otros países, en particular de la Unión Soviética. Algunos países opuestos a los esfuerzos de defensa antimisiles de Estados Unidos expresaron su preocupación por el hecho de que el programa "contravenía" la parte relativa a los sistemas de defensa estratégica del Acuerdo de Conversaciones sobre Limitación de Armas Estratégicas (SALT I) en los años anteriores a la promulgación del programa.
Finalmente, la preocupación por los objetivos de la IDE y las restricciones presupuestarias obligaron a la administración Reagan a anunciar el cese del programa.
Abrahamson fue ascendido a teniente general el 21 de julio de 1982. Se retiró de las Fuerzas Aéreas estadounidenses el 1 de marzo de 1989 y se dedicó a la vida profesional.

## Vida profesional
El Teniente General Abrahamson fue Vicepresidente Ejecutivo de Desarrollo Corporativo de Hughes Aircraft Company desde octubre de 1989 hasta abril de 1992 y Presidente del Sector de Transporte de Hughes Aircraft Company desde abril de 1992 hasta septiembre de 1992.
De 1992 a 1995, fue presidente del consejo de administración de Oracle Corporation. A partir de 1996, fue asesor del Sistema de Transporte Aéreo de Nueva Generación de la FAA y fundó International Air Safety LLC para llevar las investigaciones del Sistema NextGen a otras autoridades de aviación civil.
En 1998, se convirtió en director de ORBIMAGE y llegaría a ser su presidente, supervisando la evolución de la empresa hasta convertirse en GeoEye, la mayor empresa de imágenes espaciales del mundo. En enero de 2013, GeoEye se fusionó con DigitalGlobe Corporation y Abrahamson fue nombrado miembro del consejo de administración de la nueva empresa fusionada.
El Teniente General Abrahamson también participó en los esfuerzos para comercializar dirigibles estratosféricos. Es presidente y consejero delegado de StratCom LLC, SkySentry LLC y SkySpectrum LLC, empresas privadas asociadas al desarrollo de vehículos de gran altitud (HAV) para aplicaciones civiles y militares.
En el pasado también fue miembro del consejo de administración de Global Relief Technologies, Inc, una empresa privada dedicada a mejorar la gestión y recuperación de catástrofes mediante el uso de alta tecnología. Global Relief se asoció con GeoEye y Telenor Services a mediados de la década de 2000 para proporcionar imágenes por satélite a tiempo a los trabajadores de ayuda de emergencia que operan en zonas remotas del mundo.
El Teniente General Abrahamson también fue miembro del consejo de administración de una empresa que cotiza en el AIM, Crescent Technology Ventures PLC ("CTV"), a mediados de la década de 2000. CTV se fundó para desarrollar tecnologías de seguridad.